# Stojan Vranješ
Stojan Vranješ (srbskou cyrilicí Стојан Врањеш; * 11. října 1986, Banja Luka, SFR Jugoslávie, dnešní Bosna a Hercegovina) je bosenský fotbalový záložník a bývalý reprezentant, od ledna 2017 hráč klubu Piast Gliwice.
Jeho mladším bratrem je fotbalista Ognjen Vranješ.

## Reprezentační kariéra
Byl členem bosenských mládežnických výběrů U17 a U21.
V bosenském reprezentačním A-mužstvu debutoval 1. 6. 2009 v přátelském zápase v Taškentu proti domácímu Uzbekistánu (remíza 0:0). K dalším utkání v bosenském reprezentačním dresu nastoupil až 26. května 2012 v Dublinu proti Irsku (prohra 0:1) a 31. 5. 2012 proti Mexiku, kde v závěru chyboval, z čehož pramenil vítězný gól Mexika na konečných 2:1. Od té doby se Stojan v reprezentaci neobjevil.